# Dorotea (Ort)
Dorotea (südsamisch: Döörte) ist ein Ort (tätort) in der schwedischen Provinz Västerbottens län sowie der historischen Provinz Lappland und ist Hauptort der Gemeinde Dorotea.
Bis zum Jahr 1799 hieß der Ort Bergvattnet, dann wurde er nach der schwedischen Königin Frederika Dorothea Wilhelmina von Baden, der Frau des Königs Gustav IV. Adolf, benannt. Nach ihr wurden auch die in der Region gelegenen Orte Fredrika und Vilhelmina benannt.
Dorotea hat einen Bahnhof an der Inlandsbahn, durch den Ort führt die Europastraße 45.

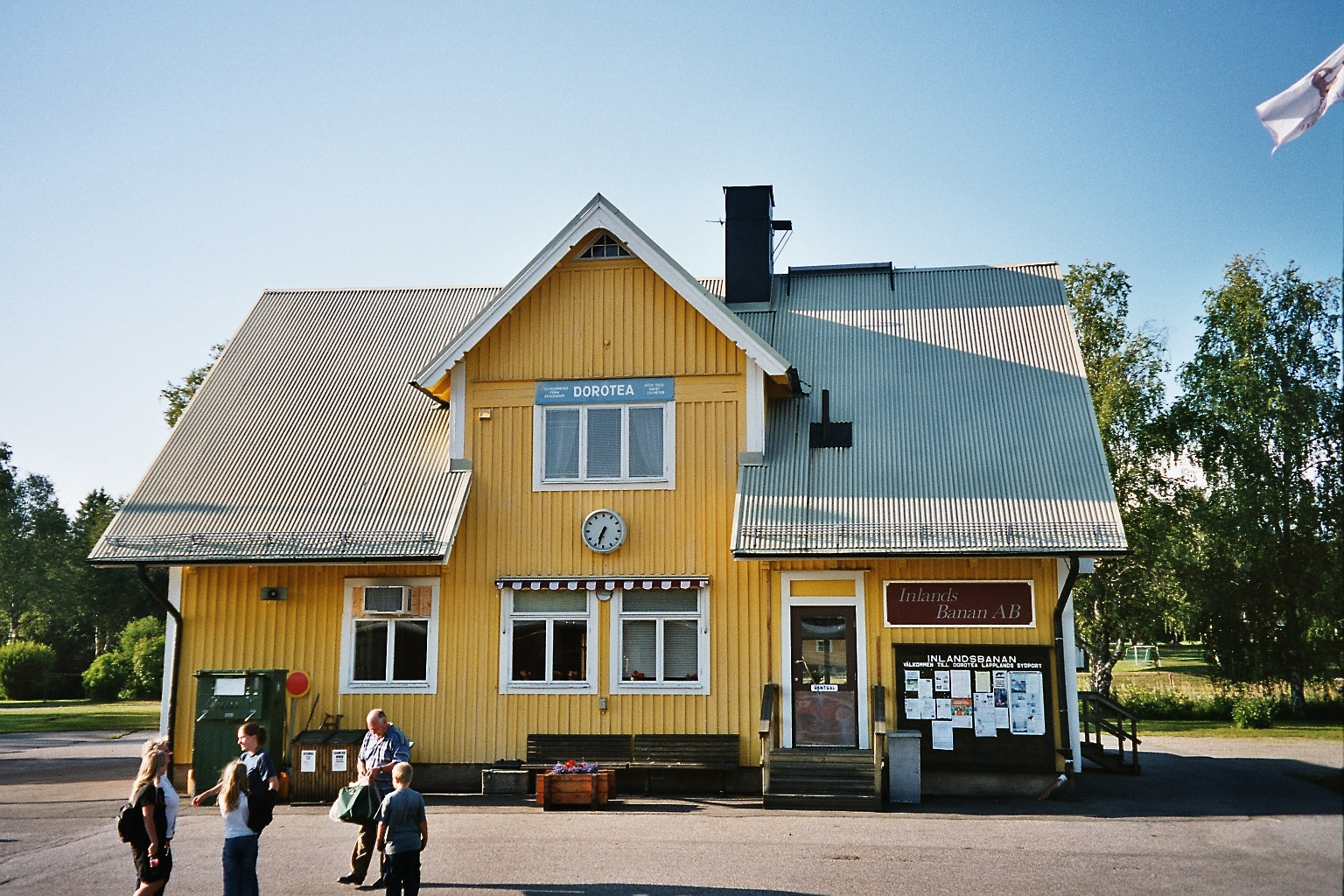
Bahnhof
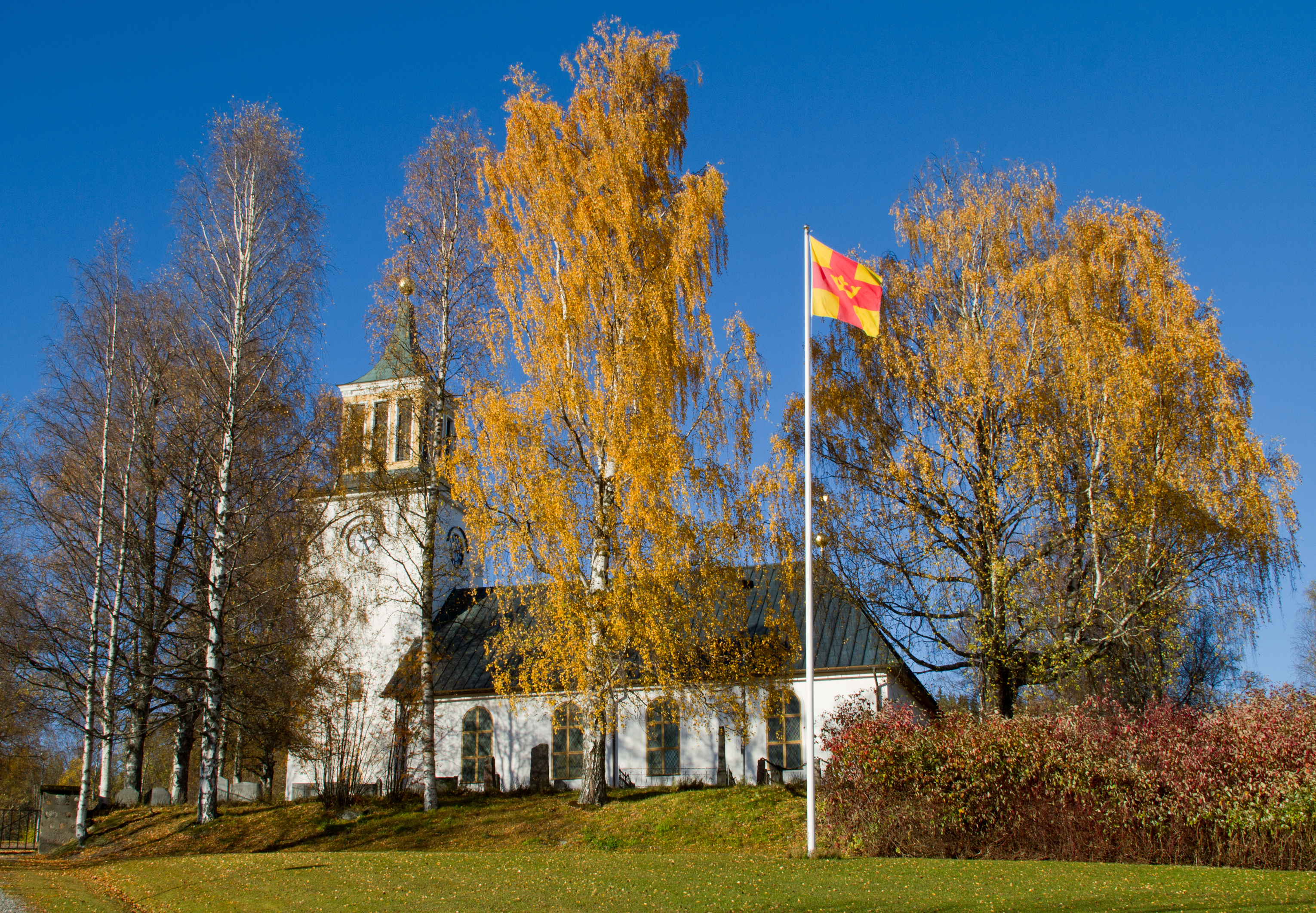
Kirche
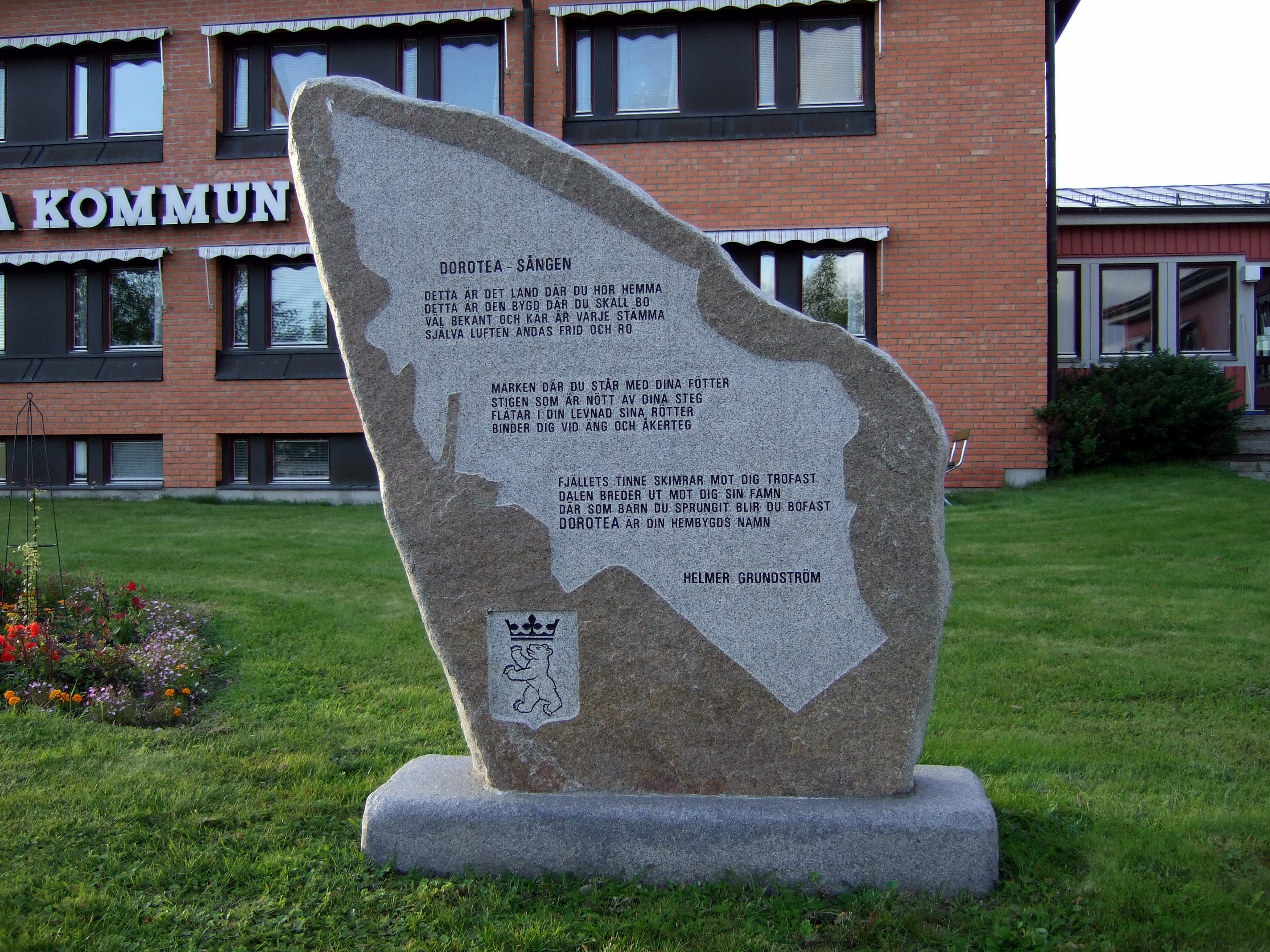
Kunst vor der Gemeindeverwaltung